# Tuman Agha
Tuman Agha (nascuda 1366, morta ?) fou una princesa de Transoxiana, esposa de Tamerlà i filla de l'amir Musa Taychi'ut i la seva esposa Arzu Mulk Agha (filla de Bayazid Jalayir).
El 1378 Tamerlà es va casar amb la princesa Tuman Agha, aleshores una nena de només 12 anys (Tamerlà tenia al menys 42 anys). Va fer construir per ella un palau als afores de Samarcanda, i va fer enderrocar els anomenats Dotze Jardins, construïts imitant els dotze signes del Zodiac, que van quedar convertits en un de sol, edificant un gran pavelló que es va anomenar com Baghi Beshir (Jardí del Paradís).
A la campanya del Mazanderan del 1384 es va emportar algunes reines però finalment les va fer tornar a totes i es quedar nomes amb Tuman Agha. Al final de la campanya les va tornar a cridar. El 1393, en la campanya de l'Iraq Ajamita, Tamerlà va sortir el dia 17 de gener de 1393 i va deixar el equipatge i a les reines Sarai Mulk Khanum i Tuman Agha mentre que altres (Txulpan Mulk i les concubines Durr Sultan Agha i Nigar Agha o Neghiar Agha) el van acompanyar.
Les reines Sarai Mulk Khanum i Tuman Agha que eren a Sultaniya es van desplaçar el 1394 a la cort de Timur passant per Tabriz el 3 de juny. Timur va enviar el seu fill el príncep (mirza) Xah Rukh per rebre-les; el mirza va cavalcar 4 dies i les va trobar entre Marand i Khoy i les va protar al campament de Tamerlà. El 19 de juny Tamerlà va acampar a la plana de Parahan, on va ordenar una cacera general en que es van matar milers de gaseles i ases salvatges. Las reines Sarai Mulk Khanum i Tuman Agha i les altres esposes de Timur i la princesa Khan Zade, i altres, cridades a la cort, van arribar a temps de participar de la festa i la celebració. El 1394 a la plana d'Alatagh es va saber del naixement d'un segon fill mascle de Xah Rukh, que fou Ibrahim Sultan, nascut l'1 de setembre de 1394 (el nom el va decidir Timur). Com habitualment el naixement es va celebrar amb donatius i amb un gran banquet. La princesa Tuman Agha fou escollida preceptora del recent nascut, el que fou ocasió per un altre banquet (i con que cada banquet durava alguns dies, en total foren tres setmanes de banquets). El 30 de setembre de 1394 es va aixecar el campament.
Al seu retorn a Samarcanda el 1396, Tamerlà va passar el Jihun a Amuye i es va dirigir a les muntanyes de Kuzar i pel camí es va trobar amb el príncep Xah Rukh, les reines Sarai Mulk Khatun, Tuman Agha i demés dames i princeses que li portaven regals. En el retorn a Samarcanda de 1399, després de la campanya índia, el 31 de març van arribar procedents de Samarcanda els servidors domèstics de la reina Sarai Mulk Khanum, Tuman Agha i la resta de dames; el 5 d'abril Timur va passar el Jihun i a l'altre costat fou rebut pels prínceps Ulugh Beg, Ibrahim Sultan, la princesa Beghisi Agha, la reina Sarai Mulk Khanum (esposa principal), Tuman Agha, i Tukal Khanum (la reina menor), els joves prínceps, els amirs, notables i caps religiosos.
Quan va sortir de Síria (1401) va ordenar a Muhammad Sultan que donés instruccions perquè la reina Tuman Agha i els petits prínceps es reunissin amb ell Abans d'arribar a Mardin un emissari de les reines Tukal Khanum i Tuman Agha i un altre de la reina Sarai Mulk Khanun des de Sultaniya van informar a Timur de la bona salut dels seus fills. Encara al 1401 Timur es va traslladar a Ujan (Awjan) i va estar uns dies al kiosk d'Argun; Timur havia fet cridar a la reina Tuman Agha, la qual va sortir de Samarcanda i va anar a Bukharà on va visitar diverses tombes; va travessar el riu Jihun a Amuye, va arribar a Makhan, va passar el desert de Bigen i d'allí a Mashad on va visitar la tomba d'Ali; va seguir fins a Sultaniya i d'allí a Ujan; allí va poder abraçar als prínceps Ibrahim Sultan (fill de Xah Rukh) i Sad Vaccas; Timur la va rebre junt amb la seva filla Beghisi Sultan i la cosina Sadekin Agha. Timur va anar d'Ujan a Tabriz i es va dedicar a la cacera i a l'administració de l'imperi. Estant a Awnik a punt de sortir a la guerra contra els otomnans, Timur va reenviar a Sultaniya a l'emperadriu Tuman Agha que era la única que havia cridat al seu costat, amb el príncep Sad Vaccas, fill de Muhammad Sultan. Al final de la campanya, el 1403, Timur va cridar a les emperadrius Sarai Mulk Khanum, Tuman Agha, Txelpan Mulk Agha i la princesa Khan Zade, per anar a trobar-lo a Awnik, des de Sultaniya on estaven.
El 30 de maig de 1404 Timur va acampar a un prat proper a Firuzkuh i va enviar a les emperadrius Sarai Mulk Khanum i Tuman Agha amb els joves prínceps Ulug Beg, Ibrahim Sultan, Adigel i Sad Vaccas cap a Sultaniya i tot seguit l'exèrcit va marxar contra Iskandar-i Shaykhi. En la tornada a Samarcanda el mateix any, estant al jardí dels Plàtans va ordenar preparar uns banquets. Les emperadrius que havien sortit de Firuzkuh via Bawerd, Makhan i Merv encara no havien arribat. Timur va enviar emissaris imperials. Tuman Agha, que havia passat el Jihun a Amuye, es va trobar amb l'emissari a la plana de Bukharà; a Sarai Mulk Khanum la va trobar tres dies després; sense equipatge van avançar ràpid cap a Vabkyanabe, Rabat Mulk i el prat de Txat Munar; d'alli van anar a Tatkent i a Kutxe Malek on van trobar un banquet preparat; allí un segon correu de Timur els demanava d'anar a Samarcanda immediatament i ho van deixar tot per córrer al costat de l'emperador. Sarai Mulk Khanum es va dirigir a Baghi Txenar i Tuman Agha a Baghi Behikhe, llocs on va anar Timur.
La data de la seva mort es desconeguda, però va sobreviure a Tamerlà; el 1411 estava en mans de Xaikh Nur al-Din quan aquest va morir assassinat i el seu germà Xaikh Hasan es va sotmetre i la va entregar (com se li exigia) a Xah Rukh, que la va acollir a Herat i li va donar la vila de Kusuyeh com a soyurgal.
Devia morir algun temps després. La seva tomba és a necròpolis de Shah-i Zinda a Samarcanda